# Iracionalno (televizijska serija)
Iracionalno (engleski: The Irrational) američka je kriminalističko-dramska televizijska serija iz 2023. godine, autora Arika Mittmana. Serija se temelji na nefikcijskoj knjizi iz 2008. godine Predvidljivo iracionalni Dana Arielyja
Serija se premijerno prikazuje na kanalu NBC od 25. rujna 2023., dok u Hrvatskoj se prikazuje na kanalu Star Channel od 1. veljače 2024.
U studenome 2023. serija je obnovljena za drugu sezonu.

## Radnja
Radnja je usredotočena na Aleca Mercera, svjetski poznatog profesora psihologije ponašanja s jedinstvenim uvidom u ljudsku prirodu. Mercer posuđuje svoju stručnost nizu slučajeva s visokim ulozima koji uključuju vlade, korporacije i policiju. Međutim, susreće se sa svojim parom u ženskoj obiteljskoj osumnjičenoj za terorizam koja okreće njegov svijet naglavačke.

## Glumačka postava

### Glavni likovi
- Jesse L. Martin kao Profesor Alec Mercer, svjetski poznati stručnjak za bihevioralnu znanost
- Maahra Hill kao Marisa, FBI agentica, Alecova bivša supruga
- Arash DeMaxi kao Rizwan, jedan od Alecovih studenata
- Molly Kunz kao Phoebe, Alecov asistent, student
- Travina Springer kao Kylie, Alecova mlađa sestra

### Sporedni likovi
- Brian King as Agent Jace Richards, FBI agent i Marisov novi dečko
- Karen David as Rose Dinshaw, stručnjakinja za upravljanje krizama

## Pregled serije
| Sezone | Sezone | Epizode | SAD prikazivanje | SAD prikazivanje  | Hrvatsko prikazivanje | Hrvatsko prikazivanje |
| Sezone | Sezone | Epizode | Premijera        | Finale            | Premijera             | Finale                |
| ------ | ------ | ------- | ---------------- | ----------------- | --------------------- | --------------------- |
|        | 1      | 11      | 25. rujna 2023.  | 19. veljače 2024. | 1. veljače 2024.      | 11. travnja 2024.     |

## Produkcija
U studenom 2021. objavljeno je da je NBC dao pilot predanost seriji Iracionalno, koju je stvorila Arika Mittman i utemeljila prema knjizi Predvidljivo iracionalni Dana Arielyja iz 2008. godine. U travnju 2022. objavljeno je da je Jesse L. Martin dobio ulogu glavnog lika serije, Aleca Beckera, a također i da će biti producent pilota epizode. Također je najavljeno da će seriju pisati Arika Mittman, a Dan Ariely će biti savjetnik. U listopadu 2022. NBC je proširio svoje mogućnosti na glumačkoj postavi, koje su trebale isteći u listopadu, do prosinca iste godine. U prosincu 2022. godine NBC je naručio cijelu seriju. Tada je otkriveno da je David Frankel redatelj, a također će biti izvršni producent zajedno s Mittmanom, Markom Goffmanom i Samuelom Baumom. NBC je 17. studenoga 2023. naručio dodatnu epizodu za seriju, čime je redoslijed prve sezone dosegao ukupno 11 epizoda. Dana 29. studenoga 2023. serija je obnovljena za drugu sezonu.

## Vanjske poveznice
- Službena stranica na NBC-u
- Službena stranica Star Channel-a
- Iracionalno u internetskoj bazi filmova IMDb-a